# تپه سراب مله آواره زمکان
تپه سراب مله آواره زمکان مربوط به دوره اشکانیان است و در شهرستان ثلاث باباجانی، بخش مرکزی، روستای مله آواره واقع شده و این اثر در تاریخ ۴ خرداد ۱۳۸۴ با شمارهٔ ثبت ۱۱۷۹۸ به‌عنوان یکی از آثار ملی ایران به ثبت رسیده است؛.